# Athyrium eburneum
Athyrium eburneum là một loài thực vật có mạch trong họ Woodsiaceae. Loài này được (J. Sm.) J. Sm. miêu tả khoa học đầu tiên năm 1875.